# Hilbre
Hilbre – archipelag położony w estuarium rzeki Dee, składający się z trzech wysp pływowych, na granicy między Anglią i Walią. Wyspy administracyjnie należą do dystryktu metropolitalnego Wirral, w hrabstwie Merseyside. Są objęte ochroną w ramach lokalnego rezerwatu, a także jako część Site of Special Scientific Interest.
Uważa się, że nazwa archipelagu pochodzi od kaplicy poświęconej świętej Hildeburdze, wybudowanej na największej wyspie. Archipelag jest dostępny podczas odpływu dla turystów pieszych wyruszających z West Kirby.

## Historia nazwy
Nazwa archipelagu Hilbre wywodzi się od średniowiecznej kaplicy, wybudowanej na głównej wyspie pod wezwaniem św. Hildeburgi, anglosaskiej świętej. W rezultacie główna wyspa jak i cały archipelag były znane jako Hildeburgheye, wyspa Hildeburgi.
Choć uważa się, że Hildeburga żyła na głównej wyspie w VII wieku jako anachoretka, niektóre źródła wątpią w jej istnienie bądź uważają, że w rzeczywistości była to święta Ermenilda, matka świętej Werburgi, patronki Chester, lub Eadburga z Mercji. W Hoylake zbudowano w XIX wieku kościół pod wezwaniem świętej Hildeburgi.

## Historia
Wyspy były odwiedzane (możliwe, że również zamieszkane) od czasów epoki kamienia. Wykopaliska w 1926 znalazły przedmioty z neolitu, epoki brązu oraz rzymską ceramikę.
Istnieją przypuszczenia, że wyspy Hilbre były pustelnią jeszcze przed normańską inwazją lub miejscem pielgrzymek, oparte na legendzie świętej Hildeburgi. Po normańskim podboju wyspy należały do lorda Roberta. Przed 1080 Robert podarował wyspy i wieś West Kirby opactwu Saint-Evroul w Normandii, które z kolei w 1140 sprzedało je opactwu w Chester. Około roku 1080 wybudowano na wyspie kościół i celę dla benedyktynów jako jednostkę podległą pod opactwo w Chester. Cela i kościół były używane przez mnichów aż do kasaty w 1538. Mnisi utrzymywali łodzie rybackie i monitorowali lokalne kotwicowiska i łowiska. Mieli jedną lub dwie małe łodzie i łowili śledzie. Mieli też niedużą farmę na wyspie, gdzie hodowali konie, bydło i owce. Być może uprawiali też zioła do celów leczniczych. Według niektórych źródeł mnisi pozostali na wyspie po kasacie, gdyż byli odpowiedzialni za utrzymywanie latarni morskiej w ujściu rzeki. Pobierali również dziesięcinę z parafii West Kirby i prowadzili farmę w Little Meols.
Wyspy stały się miejscem pielgrzymek w XII i XIV wieku. Mnisi ostatecznie opuścili wyspę około 1550, kiedy wyspy nie były już uznawane za sanktuarium, stając się ośrodkiem handlu i ruchliwym portem. Większość handlu odbywała się z Irlandią (zwykle Dublinem). Eksportowano głównie różne rodzaje tkanin, artykuły przemysłowe, takie jak gwoździe, noże, kubki, talerze drewniane, niewielkie ilości cukru, rodzynek, pieprzu i okazjonalnie węgiel z pokładów Deeside. Importowano przede wszystkim skóry przeznaczone dla rozwijającego się przemysłu skórzanego w Chester. Handel rozwinął się do tego stopnia, że ustanowiono komorę celną w celu pobierania podatków od towarów. 
Wyspy Hilbre były również punktem zaokrętowania dla transportu wojsk, koni i sprzętu do Irlandii podczas irlandzkich wojen Elżbiety I i ponownie podczas irlandzkiej kampanii Cromwella. W 1692 zbudowano małą fabrykę, która miała wytwarzać sól kamienną.
Pierwszy raz wzmianka o pubie na Hilbre pochodzi z 1793. Pub miał obsługiwać załogi małych statków, które korzystały z portu. Richard Ayton odwiedził ten pub w 1813. W wyniku zamulania ujścia rzeki Dee handel przeniósł się do portów na rzece Mersey, co doprowadziło do zamknięcia pubu na wyspie. W 1828 wyspy zostały wydzierżawione przez Radę Powierniczą portu w Liverpoolu, (później zmienioną w Mersey Docks and Harbour Board) w celu założenia stacji telegraficznej do przekazywania wiadomości semaforowych z Holyhead do Liverpoolu. Linia stacji przebiegała przez Port Lynas, Puffin Island, Great Orme, Llysfaen w pobliżu Abergele, Foel Nant (Prestatyn), Hilbre Island i Bidston Hill. Wyspy zostały kupione w 1856 przez Radę Powierniczą portu w Liverpoolu. Latarnia morska Hilbre Island została zbudowana w 1927.
Wyspy zostały sprzedane lokalnej radzie miejskiej w Hoylake w 1945, a w wyniku reorganizacji lokalnej administracji w 1974, przeszły pod kontrolę Metropolitan Borough of Wirral.

## Geografia i geologia
W skład archipelagu wchodzą trzy wyspy – Little Eye o powierzchni 0,02 ha (200 m²), Middle Eye (zwana również Middle Island lub Little Hilbre) o powierzchni 2,2 ha i Hilbre o powierzchni 3,2 ha. Wyspy są odcinane przez przypływ trwający pięć godzin. Piesi i upoważnione pojazdy mogą się dostać z West Kirby podczas odpływu.
Archipelag składa się z płaskich, niskich płaskowyżów o maksymalnej wysokości 17 m n.p.m. (w zachodniej części wyspy Hilbre). Z zapisów historycznych oraz informacji archeologicznych uważa się, że zaledwie 7500 lat temu wyspy stanowiły część lądu stałego. Erozja morska przyczyniła się do znacznego zmniejszenia powierzchni wysp (praktycznie całkowitego zniszczenia Little Eye). Prowadzone od połowy XIX wieku prace nad umocnieniem brzegów i budowa bazy RNLI (nieczynnej od 1938) na północnym cyplu głównej wyspy znacznie spowolniły procesy erozji.
Wyspy Hilbre zbudowane są głównie z piaskowca pstrego z okresu triasowego (180 milionów – 225 milionów lat temu). Grzbiet, który buduje wyspy, jest widoczny na południe od nich, tworząc skały Tanskeys, Seldom Seen Rocks i Caldy Blacks.
Główna gleba na Hilbre to przede wszystkim bardzo piaszczysta glina. Chociaż nie przeprowadzono szczegółowego badania, rozmieszczenie gatunków roślin wskazuje na szeroki zakres wartości pH. Gleba na Middle Eye była przedmiotem bardziej szczegółowych badań, szczególnie w odniesieniu do pH i przewodności. Składa się częściowo z dobrze przepuszczalnej piaszczystej gliny, a częściowo ze słabo przepuszczalnej, znacznie bardziej torfowej gleby. Zakres pH wynosi od 4,0 do 8,4. Ta zmienność częściowo wyjaśnia dużą różnorodność gatunków roślin występujących na tak stosunkowo małym obszarze. Gleba na Little Eye jest prawie czystym, nawiewanym piaskiem o niskiej zawartości próchnicy i ograniczonym zakresie gatunków roślin.

## Flora i fauna
Większość powierzchni Hilbre i Middle Eye pokryte jest zbiorowiskami roślin trawiastych, z płatami roślinności wrzosowiskowej z gatunkami takimi jak wrzosiec popielaty (Erica cinerea) i wrzos pospolity (Calluna vulgaris). Po zachodniej stronie wyspy Hilbre i Middle Eye trawy i wrzosowiska ustępują miejsca roślinności szczytów klifów charakterystycznej dla nadmorskich wrzosowisk występujących w zachodniej Wielkiej Brytanii. Do typowych gatunków należą: zawciąg pospolity (Armeria maritima), babka pierzasta (Plantago coronopus), warzucha duńska (Cochlearia danica) i muchotrzew Sperqularia rupicola. Hilbre jest siedliskiem około 10% światowej populacji (jedno z zaledwie dziesięciu stanowisk) podgatunku zatrwianu (Limonium britannicum ssp. celticum). Regionalnie rzadkim gatunkiem jest Zanokcica morska (Asplenium marinum). Obecne są lokalnie ważne dla planów ochronnych rośliny, takie jak rogownica polna (Cerastium arvense), koniczyna smukła (Trifolium micranthum) i Parietaria judaica.
Wyspy Hilbre (a w szczególności Little Eye i Middle Eye) są ważnym miejscem noclegu dla ptaków brodzących, zimujących w estuarium rzeki Dee. Najczęstsze gatunki to biegus rdzawy (Calidris canutus), biegus zmienny (Calidris alpina), krwawodziób (Tringa totanus), kamusznik (Arenaria interpres), piaskowiec (Calidris alba) oraz ostrygojad (Haematopus ostralegus). Wyspy zawierają jedną z najlepiej zbadanych populacji fauny bezkręgowców w północno-zachodniej Anglii. Jest tam ponad 700 gatunków (głównie owadów). Dystrybucja gatunków jest związana z rodzajem roślinności, tolerancją na rozpryski morskie i sporadyczne zalewanie falami.
Jedynymi ssakami, które regularnie rozmnażają się na wyspach, są norniki zwyczajne.
Wyspy Hilbre są popularnym miejscem obserwacji fok szarych, pływających wokół wysp lub na ławicy West Hoyle na zachód od wyspy Hilbre. Kolonia, której liczebność może przekroczyć 500 osobników w okresie rocznej maksymalnej liczby, spędza większość roku przy ujściu rzeki Dee. Rzadziej można obserwować foki pospolite, oraz kilka gatunków morświnów, delfinów i wielorybów.

## Turystyka
W XIX wieku wyspy stały się lokalną atrakcją turystyczną. Coraz więcej turystów wybierało się na dzienne wycieczki podczas odpływów. Liczni lokalni przedsiębiorcy proponowali różne plany atrakcji na wyspach – takich jak pomost z West Kirby do Hilbre czy Marine Establishment na Hilbre w celach rekreacyjnych, żeglarskich i kąpielowych oraz połączenia ich ze stacji kolejowej w Hoylake za pomocą tramwaju. W święto bankowe w sierpniu 1911 wyspy odwiedziło ponad 2 tysiące turystów. W XXI wieku wyspy nadal są popularnym miejscem wizyt, ocenia się, że liczba turystów przekracza 10 tysięcy rocznie. Głównymi celami wizyt są obserwacja ptaków, obserwacja fok i waleni, wycieczki szkolne.
W 2025 The Hilbre Island Community Land Trust ogłosił plany utworzenia centrum naukowo-artystycznego na Hilbre. Centrum planowano wówczas umieścić w odrestaurowanych budynkach na głównej wyspie.